# Casa de Zamora en Madrid
La Casa de Zamora en Madrid es una organización sin ánimo de lucro que agrupa a los ciudadanos procedentes de la provincia de Zamora, así como a sus descendientes, que residen en la Comunidad de Madrid. Su presidenta es Mari Luz Uña, natural de Bercianos de Vidriales.

## Historia

### El Centro Zamorano-Leonés
Creada en 1929 como un Centro Zamorano-Leonés, La Casa Regional de Zamora en Madrid se constituyó el 24 de enero de 1930, siendo su primer presidente Geminiano Carrascal.

### La Casa de Zamora
Durante la guerra civil la entidad fue clausurada, retomando sus actividades en 1940, en el número 42 de la calle Atocha. En 1959, a raíz de la catástrofe de Ribadelago, acaecida a raíz de la rotura de una presa en la tierra zamorana de Sanabria el Hogar Sanabrés se disolvió para integrarse en la Casa de Zamora.
A finales de los años sesenta la entidad adquirió el local que es su sede social en la actualidad, en la madrileña calle de las Tres Cruces. El 23 de octubre de 1970 fue declarada de utilidad pública.
Los presidentes de La Casa de Zamora han sido los siguientes:
- Geminiano Carrascal Martín: 1930-1939
- Enrique Romero Escudero:
- Gerardo García Salvatierra: 1947-1949
- Carlos Parrilla Fernández: 1949-1952
- Agustín del Río Cisneros: 1952-1961
- Antonio Fernández Prieto: 1961-1981
- Daniel Jambrina Jambrina: 1981-1989
- Andrés Fernández Granado: 1989-1995
- Carlos Prieto: 1995-1996
- Manuel Amador González: 1996 - 2005
- José Luis Martín: 2005 - 2009
- Juan Antonio Barrio: 2009 - 2013
- Mari Luz Uña: 2013 - actualidad

## Actividad
La Casa ha mantenido desde sus inicios la misión de convertirse en un centro de representación de intereses zamoranos en Madrid.

### Pregón de la Semana Santa de Zamora en Madrid
Quizá el evento anual más representativo de la entidad sea el Pregón de la Semana Santa de Zamora en Madrid, que se viene celebrando de manera ininterrumpida desde el año 1951. Impulsado por el periodista y directivo de la entidad Juan Carlos Villacorta, ese año el pregón fue impartido por el periodista y poeta sanabrés Bartolomé Mostaza, bajo la presidencia de Agustín del Río Cisneros. Ante el éxito de aquel año, el Pregón, ofrecido para todo el país por Radio Nacional de España, se trasladó al año siguiente al Teatro Lara. Como curiosidad, el Pregón de la Casa de Zamora es anterior al que se realiza en la propia capital zamorana, ya que el que se realiza en Zamora tomó su forma actual en 1955.

### Coral Peña Tajada
A finales de la década de los ochenta del pasado siglo XX y de manera informal, un grupo de socios de la entidad, planteó al presidente Primitivo Pérez de la Prieta, la posibilidad de dar vida a una Coral formada por socios para promover el canto en la entidad. Con la ayuda de Justo Bailón Prieto, su primer Director, la Coral se puso en marcha y hoy la dirige Ángel Cabello.

### Grupo de Teatro Ramos Carrión
Dirigido por Concha Marcos el grupo de teatro es uno de los más conocidos en el ámbito de las casas regionales de la Comunidad de Madrid.
Entre sus últimas obras representadas destacan "¿Quién teme a Virginia Woolf?", "Largo viaje hacia la noche" y "Arte"

### Grupo de Danzas Arribes del Duero
Dirigido por Mari Mar Barrón el grupo ha cumplido en 2010 los 50 años de historia, celebrándolo con una actuación que sirvió como encuentro a todos los que algún día pertenecieron al grupo. Allí donde van recogen los elogios de quienes admiran sus trajes de Carbajales, y de su buen hacer bailando.

### Grupo de Gaitas Urzes
El grupo es renacido del esfuerzo de sus miembros y es un representante vistoso en cualquiera de sus actuaciones. Poco a poco este grupo está consiguiendo con sus numerosas actuaciones que dejen de preguntarles sin son gaiteros gallegos o asturianos, y se les empieza a conocer como los gaiteros de Zamora. En 2012 han grabado su primer disco, "de urzes y madroños", que ha cosechado un gran éxito dentro del panorama folk tradicional. Se han hecho eco de este trabajo en numerosas ocasiones programas radiofónicos como Tarataña (Radio 3), Músicas de Tradición Oral (Radio Clásica) o Entrelares (Radio Círculo), así como en prensa escrita (La Opinión de Zamora, España exterior, Zamora Digital...)

## Publicaciones
En julio de 1957 comenzó a publicar el Boletín Informativo, medio de comunicación de tirada trimestral y que recogía las diversas actividades que se celebraban en La Casa. Durante la segunda mitad del siglo XX el gran impulsor del Boletín fue el periodista zamorano Eloy de Prada. En 2009 vio la luz el primer número de Zamoranos en Madrid, el nuevo boletín de comunicación de la entidad con una imagen y un diseño totalmente renovado, impulsado por el presidente Juan Antonio Barrio.
En 2013, y adecuándose a los nuevos tiempos y tecnologías, comienza la edición sólo digital.

## Presupuesto
El presupuesto es sufragado principalmente por las cuotas de sus asociados, así como por las ayudas concedidas, entre otras, por la Diputación Provincial de Zamora, el Ayuntamiento de Zamora, la Junta de Castilla y León, la Comunidad de Madrid y el Ayuntamiento de Madrid y la Fundación Conchita Regojo de Fermoselle.

## Junta Directiva
Fue elegida por aclamación en la Asamblea General Extraordinaria celebrada el 9 de febrero de 2013. En la actualidad está compuesta por:
- Presidenta: Mari Luz Uña
- Vicepresidente: Rafael Macías
- Secretaria General: Tamar Antón
- Vicesecretaria: Concha Marcos
- Tesorero: José Luis Crespo
- Contable: Deme Folgado
- Bibliotecaria: María Jesús Otero
- Vocal Primero: Manuel Otero
- Vocal Segundo: Sebastián Baz
- Vocal Tercero: Balbina Peláez
- Vocal Cuarto: Alejandro Abelleira
- Vocal Quinto: María Martínez
- Vocal Sexto: Jeremías Barba
- Vocal Séptimo: Santiago Antón
- Vocal Octavo: Jerónimo del Estal